# Club Esportiu Binèfar
El Club Esportiu Binèfar (oficialment en castellà: Club Deportivo Binéfar) és un club de futbol de la ciutat de Binèfar, a la comarca de la Llitera i a la província aragonesa d'Osca. Va ser fundat l'any 1922.

## Història

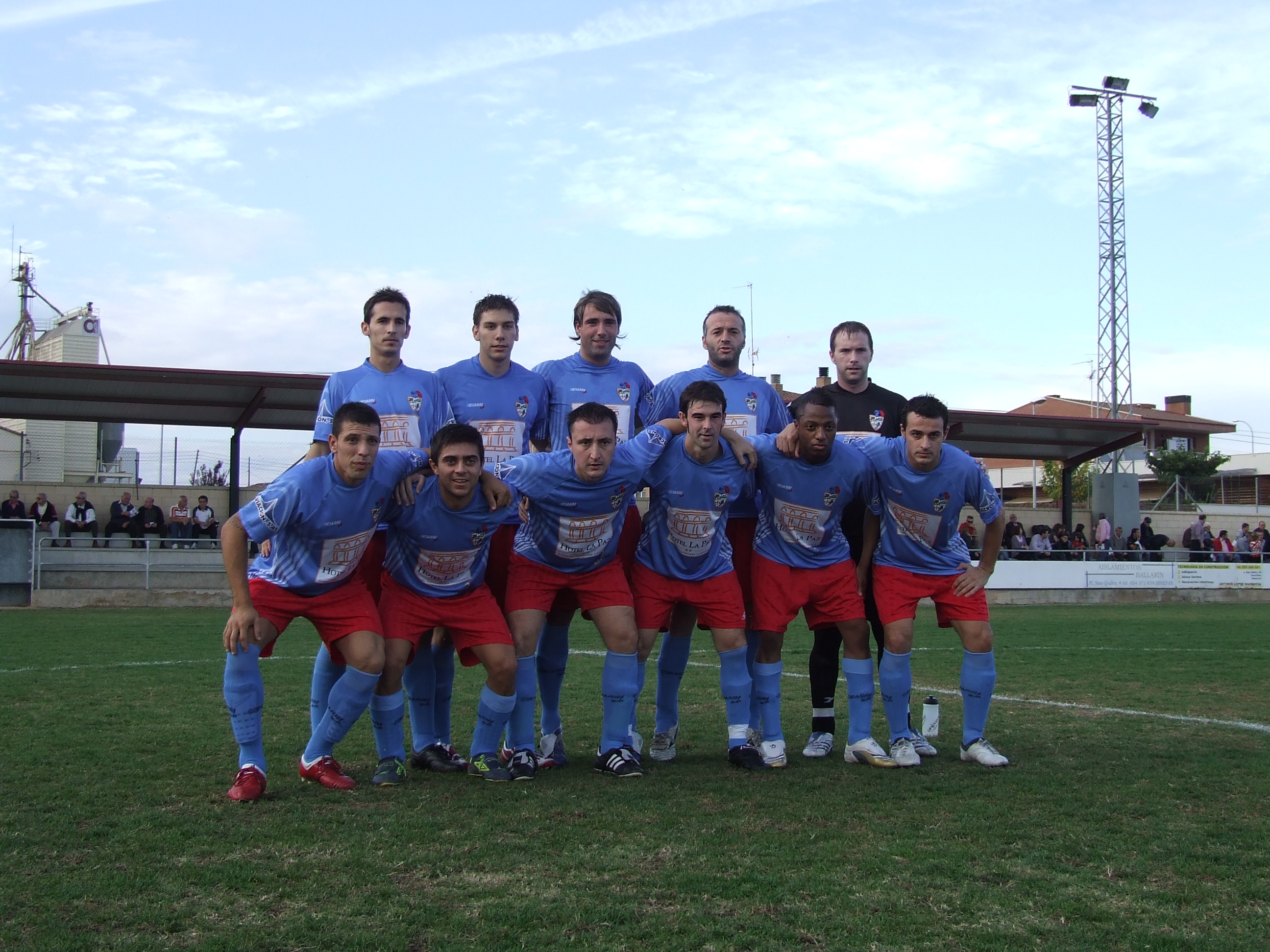
Alineació del Club Esportiu Binéfar en un partit de la temporada 2009-10.

### Dades del club
- Temporades a 2a B: 13
- Temporades a 3a: 28

## Palmarès
- Tercera Divisió (5): 1981, 1882, 1988, 1997, 1998
- Copa Federació de futbol (1): 1998